# Anna Karénine (film, 2012)
Pour les articles homonymes, voir Anna Karénine (homonymie).
Pour plus de détails, voir Fiche technique et Distribution.
Anna Karénine (Anna Karenina) est un film dramatique et historique britannico-français réalisé par Joe Wright, sorti en 2012.
Le film est une adaptation du roman Anna Karénine de Léon Tolstoï. Nous plongeons dans la haute société russe de la fin du XIXe siècle. Anna Karénine est une jeune femme mariée à Alexis Karénine, un important homme d'État. Cependant, elle entretient une liaison secrète avec le Comte Vronski, malgré les risques d'une telle relation dans cette sphère de la société. Mais leur relation est bientôt connue de tous à la cour. Anna, hésitant entre son cœur et sa raison, décide de quitter son mari et son fils pour suivre son amant.

## Synopsis
En 1874, sous l'Empire russe, la princesse Darya « Dolly » bannit son mari adultère, le prince Stephan « Stiva » Oblonski. La sœur de Stiva, Anna Karénine, une femme de la haute société de Saint-Pétersbourg, le comte Alexis Karénine et leur fils, Sergueï « Seryozha » Karénine, voyagent à Moscou pour persuader Dolly de pardonner à son mari.
Stiva retrouve un vieil ami, Konstantin Lévine, un aristocrate foncier méprisant l'élite moscovite et préférant la vie de la campagne à celle de la ville. Lévine avoue aimer la belle-sœur de Stiva, la princesse Ekaterina « Kitty » Alexandrovna, et Stiva l'encourage à lui demander sa main. Kitty refuse, espérant épouser le comte Alexis Vronski, un officier très riche. Lévine rend visite à son frère aîné, Nikolaï, ayant renoncé à l'héritage et ayant épousé une prostituée, qui lui suggère d'épouser une paysanne. Dans le train, Anna rencontre la mère de Vronski, la comtesse Vronskaya, abandonnée à la suite de son infidélité. En sortant du train, Anna rencontre Vronski et ils s'attirent tous deux immédiatement. Après la mort d'un travailleur dans un accident de train, Anna demande de l'aide financière pour la famille de ce dernier, que Vronski donne généreusement. Anna parvient à convaincre Dolly de pardonner à Stiva. Lors d'un bal, Kitty tente de danser avec Vronski, qui préfère danser avec Anna, ce qui contrarie Kitty. Vronski dit à Anna qu'il se doit d'être où qu'elle soit.
À Saint-Pétersbourg, Vronski rend visite à sa cousine, la princesse Elizaveta « Betsy » Tverskaya, une amie des Karénine. Vronski commence à conter fleurette à Anna. Il doit repartir à Tachkent, mais Anna le convainc de rester. Ils se retrouvent plus tard et font l'amour.
Stiva informe Lévine que Kitty et Vronski ne se marieront pas, mais Lévine préfère se concentrer sur la vie rurale et prévoit de se marier à la fille d'un travailleur.
Anna et Seryozha se rendent au domaine des Karénine. Anna rend visite à Vronski et lui révèle qu'elle est enceinte, à la suite de quoi Vronski demande à Anna de quitter son mari. Anna propose à son mari de se rendre avec elle à la course de chevaux mais trahit ses sentiments quand Vronski a un accident. Plus tard, Anna avoue être l'amante de Vronski et Alexis Karénine lui dit qu'elle doit renoncer à lui. Lévine réalise qu'il est toujours amoureux de Kitty. Quelques mois plus tard, Anna reçoit la visite de Vronski, qui lui dit que ses devoirs militaires ont retardé sa visite. Karénine découvre que Vronski a rendu visite à sa femme et vole ses lettres pour demander le divorce. Lévine et Kitty sont réunis. Karénine rend visite à Stiva et Dolly pour leur annoncer qu'il divorce. Ils le supplient de pardonner à Anna, ce qu'il refuse de faire. Lévine et Kitty s'avouent leur amour et se marient. Anna accouche prématurément et demande à Vronski de lui rendre visite. Il lui dit qu'il ne pourra jamais être l'homme qu'est Karénine. Ce dernier revient, croyant qu'Anna est mourante, et lui pardonne. Anna survit et décide de rester chez les Karénine. La princesse Betsy dit à Anna que Vronski veut la voir. Karénine dit à Anna qu'elle ne pourra pas se marier avec Vronski même s'ils divorcent car elle sera déshonorée, mais la laisse tout de même partir. Anna et Vronski partent pour l'Italie avec leur fille.
Lévine et Kitty retournent au domaine de Lévine, où séjournent Nikolaï et Masha, malades. Lévine dit à Kitty qu'il doit renvoyer Masha et qu'elle n'a donc pas à la rencontrer, mais Kitty, mature pour son âge, refuse les normes sociales et aide Masha et Nikolaï à retrouver la santé, ce qui fait grandir l'amour de Lévine pour Kitty.
Anna retourne à Saint-Pétersbourg pour l'anniversaire de Seryozha, mais Karénine la renvoie. Anna suspecte Vronski de lui être infidèle. Elle va à l'opéra avec la princesse Myagkaya, malgré le regard dédaigneux de la société. Humiliée, Anna retient ses émotions pour ensuite fondre en larmes dans sa chambre d'hôtel. Elle prend de la morphine pour arriver à dormir. Les femmes l'évitent au restaurant. Dolly dit à Anna que Kitty est à Moscou pour accoucher. Elle lui avoue également que le comportement de Stiva reste inchangé, mais qu'elle a réussi à l'accepter et à l'aimer.
Vronski informe Anna qu'il doit rendre visite à sa mère pour les affaires. Anna s'énerve quand Vronski rejoint la princesse Sorokina dans sa calèche, pense que la comtesse Vronskaya veut que Vronski se marie avec elle. Anna retourne au domaine de Vronski. Dans le train, elle imagine Vronski et la princesse Sorokina faire l'amour et se moquer d'elle. Arrivée à Moscou, Anna saute sous un train. La scène se coupe et révèle un Vronski choqué. Lévine retourne chez lui et voit Kitty en train de nettoyer leur enfant. Stiva et sa famille mangent avec Lévine et Kitty. Karénine, à la retraite, vit dans son domaine, avec Serioja et Anya jouant dans un pré.

## Fiche technique
- Titre : Anna Karénine
- Titre original : Anna Karenina
- Réalisation : Joe Wright
- Scénario : Tom Stoppard d'après Anna Karénine de Léon Tolstoï
- Direction artistique : Thomas Brown
- Chorégraphie : Sidi Larbi Cherkaoui
- Décors : Katie Spencer
- Costumes : Jacqueline Durran
- Photographie : Seamus McGarvey
- Son : John Casali
- Montage : Melanie Oliver
- Musique : Dario Marianelli
- Production : Tim Bevan et Alexandra Ferguson
- Société(s) de production : Working Title et Studiocanal
- Société(s) de distribution : Universal Pictures
- Pays d’origine :  Royaume-Uni /  France
- Langue : anglais
- Format : couleur
- Genre : drame, historique
- Durée : 130 minutes
- Dates de sortie : 
  - Canada, septembre 2012 (Festival de Toronto)
  - Royaume-Uni, 7 septembre 2012
  - France, 5 décembre 2012

## Distribution
- Keira Knightley (VF : Sybille Tureau ; VQ : Mélanie Laberge) : Anna Karénine
- Allegra Giagu : Anna Karénine sous sa forme lyrique
- Jude Law (VF : Xavier Fagnon ; VQ : Martin Watier) : Alexis Karénine
- Aaron Taylor-Johnson (VF : Jean-Christophe Dollé ; VQ : Xavier Dolan) : le comte Vronski, amant d'Anna
- Telman Guzhevsky : le comte Vronski sous sa forme lyrique
- Kelly Macdonald (VF : Dominique Léandri ; VQ : Kim Jalabert) : Dolly Oblonski, femme d'Oblonski
- Domhnall Gleeson (VF : Félicien Juttner ; VQ : Alexandre Fortin) : Constantin Lévine
- Matthew Macfadyen (VF : Guillaume Lebon ; VQ : François Godin) : Oblonski, frère d'Anna
- Alicia Vikander (VF : Anna Sigalevitch ; VQ : Sarah-Jeanne Labrosse) : Kitty, sœur de Dolly
- David Wilmot (en) (VQ : Patrick Chouinard) : Nikolaï
- Ruth Wilson (VF : Clotilde Morgieve) : la princesse Betsy Tverskoy
- Raphaël Personnaz (VF : lui-même) : Alexandre Vronski, frère d'Alexis
- Emily Watson (VF : Isabelle Gardien) : la comtesse Lydia
- Alexandra Roach (VF : Anneliese Fromont) : la comtesse Nordston
- Michelle Dockery (VF : Mélanie Martinez Llense) : la princesse Myagkaïa
- Susanne Lothar (VF : Frédérique Cantrel) : la princesse Stcherbatski
- Olivia Williams (VF : Anne Rondeleux ; VQ : Anne Dorval) : la comtesse Vronska, mère de Vronski
- Max Bennett : Petritski
- Cara Delevingne : la princesse Sorokina
- Holliday Grainger : la baronne
- Thomas Howes : Iachvine
- Bill Skarsgård : le capitaine Makhotin
- Emerald Fennell : princesse Merkalova
- Henry Lloyd-Huges : Burisov
- Oskar McNamara : Serozha
- Theo Morrissey : Grisha Oblonski

 Source et légende : version française (VF) sur RS Doublage et AlloDoublage
 Source et légende : version québécoise (VQ) sur Doublage.qc.ca

## Production

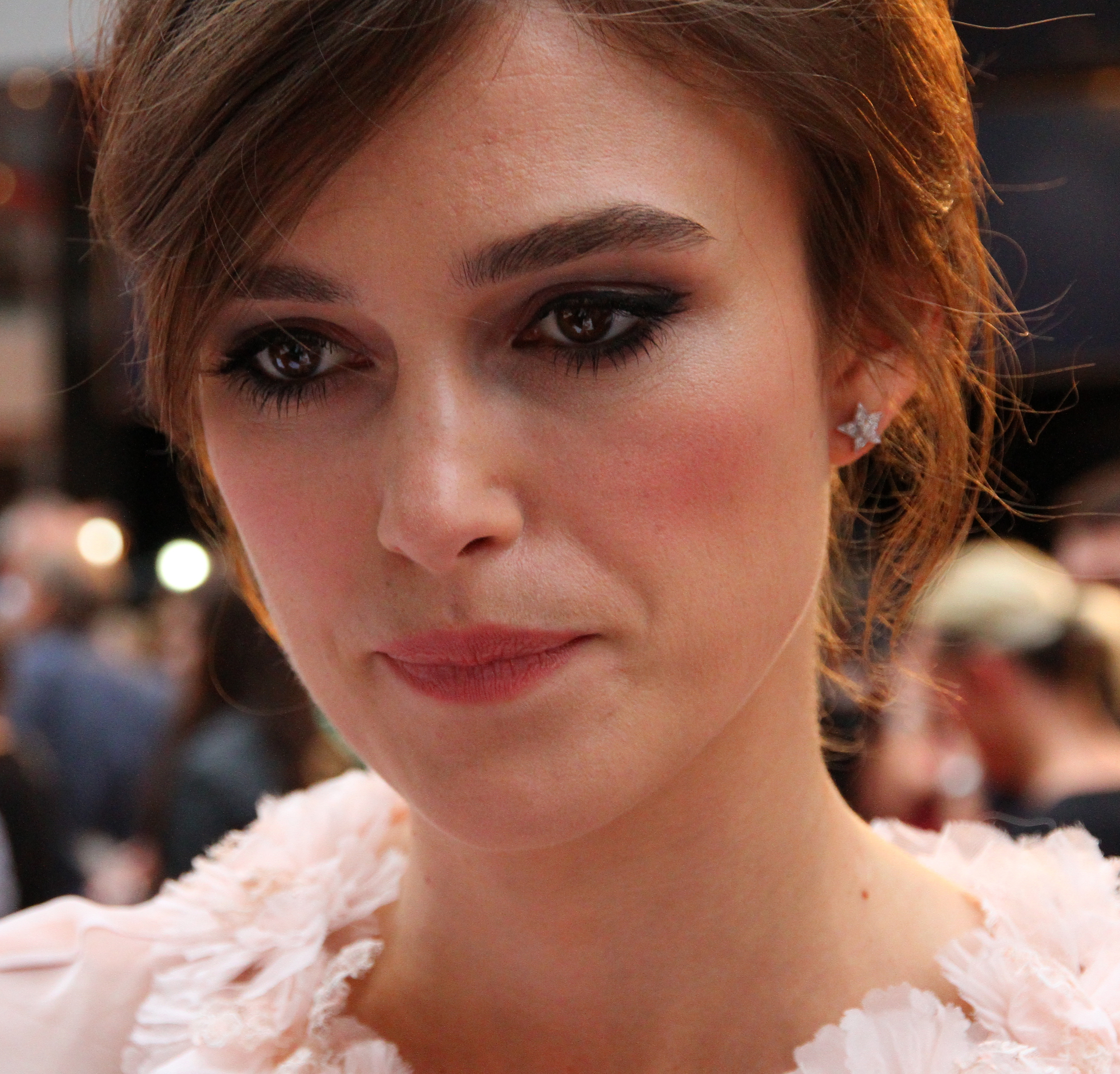
L'actrice principale Keira Knightley à la première mondiale du film à Londres, en septembre 2012.

Le roman de Léon Tolstoï a connu de nombreuses adaptations. Il y a notamment celle de Julien Duvivier en 1948 ou celle de Bernard Rose en 1997 avec dans les rôles principaux Sophie Marceau, Sean Bean et Alfred Molina.
C'est la troisième collaboration entre Joe Wright et Keira Knightley. Il travaille désormais pour la quatrième fois avec Working Title. Wright, Dario Marianelli et Jacqueline Durran travaillent pour la troisième fois ensemble. Il s'est adjoint quelques nouveaux collaborateurs, comme la monteuse Melanie Ann Oliver et le chorégraphe Sidi Larbi Cherkaoui. Philippe Rousselot devait à l'origine travailler pour le film mais à cause de violentes douleurs au dos, le directeur de la photographie a dû quitter l’équipe en préproduction. C’est Seamus McGarvey qui l’a remplacé. Ce dernier a déjà travaillé avec Joe Wright, notamment en 2008 sur son second film, Reviens-moi.
Wright a tourné la quasi-totalité du film dans les Studios de Shepperton. Didcot dans le Oxfordshire et le château de Ham House près de Richmond dans le Surrey ont également servi de décors.
En juillet 2011, Keira Knightley commence les répétitions. Le tournage débute en octobre 2011.

## Accueil

### Box office
Anna Karénine a généré des revenus de 12,8 M$ aux États-Unis, auxquels il faut ajouter 6,6 M$ de ventes vidéo, et 58,2 M$ à l’international. Ces chiffres sont à mettre en rapport avec un budget de production de 49 M$.
En France, le film a réuni 289 000 entrées, loin derrière ses résultats allemands (458 000), espagnols (402 000), italiens (414 000) et plus encore au Royaume Uni (884 000).

### Critiques
Sur Rotten Tomatoes, Anna Karenine recueille un score de 63 % pour 191 critiques.
Richard Corliss est frappé par la spécificité d’Anna chez Joe Wright : « Knightley incarne Anna comme une jeune femme qui n'a jamais ressenti d'amour érotique ; une fois frappée, elle s'élève jusqu'à l'extase céleste avant de sombrer dans l'abîme de la honte ». Cette « performance nerveuse […] contribue à faire d'Anna Karénine une romance d'opéra qui mérite d'être chantée ».
Joanne Laurier juge sévèrement les choix de l’adaptation : « La réduction délibérée de l'espace par le réalisateur tend à freiner la dynamique dramatique du film […]. Les personnages, si magnifiquement dessinés par Tolstoï, sont sévèrement tronqués dans le film, fonctionnant comme des figures relativement pauvres. Beaucoup de choses sont sacrifiées sur l'autel des innovations de Wright ».
Sur Allociné, le film recueille une note moyenne de 3,3 pour les critiques spectateurs et 3,2 pour les critiques presse.
Thomas Sotinel relève que la « scène de théâtre » des « scènes citadines de l’histoire » « exige un tout autre effort de l’imagination des spectateurs qu’un décor de cinéma. », et oppose « ce simulacre […] au réalisme pastoral de la vie de Levine […], dans un paysage qui obéit au changement des saisons ». Résultat : « la sécheresse élégante du résultat vaut bien mieux que les débordements lacrymaux auxquels l’histoire de la pécheresse a déjà conduit ».
Emily Barnett n'y voit au contraire qu'une « adaptation pompière du chef-d’œuvre de Tolstoï sauvée par la sublime et affolante Keira Knightley ».

## Distinctions

### Récompenses
- Las Vegas Film Critics Society Awards 2012 : meilleurs costumes pour Jacqueline Durran
- Phoenix Film Critics Society Awards 2012 : meilleurs costumes pour Jacqueline Durran
- Florida Film Critics Circle Awards 2012 : meilleure direction artistique pour Sarah Greenwood
- Critics' Choice Movie Awards 2013 :
  - Meilleure direction artistique pour Sarah Greenwood
  - Meilleurs costumes pour Jacqueline Durran
- Irish Film and Television Awards 2013 :
  - Meilleur acteur dans un second rôle pour Domhnall Gleeson
  - Meilleure photographie pour Seamus McGarvey
- BAFTA Awards 2013 : meilleurs costumes pour Jacqueline Durran
- Oscars 2013 : meilleurs costumes pour Jacqueline Durran
- Costume Designers Guild Awards 2013 : meilleurs costumes dans un film d'époque pour Jacqueline Durran
- Prix du cinéma européen 2013 : meilleurs décors pour Sarah Greenwood

### Nominations
- Satellite Awards 2012 2012 :

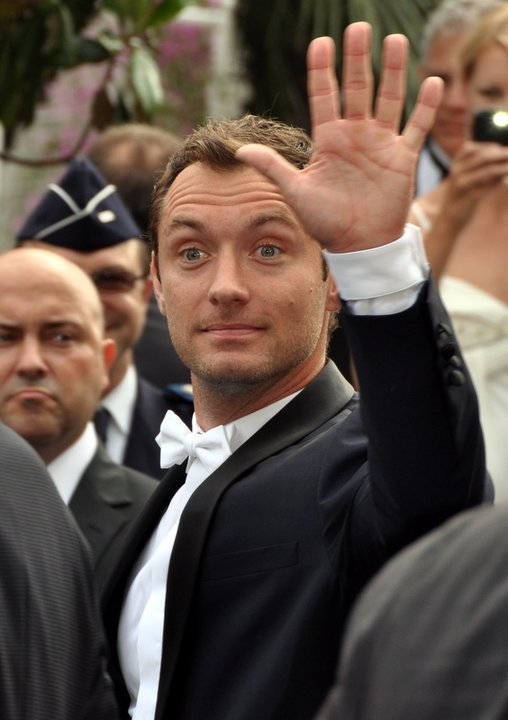
L'acteur Jude Law l'année de sortie du film, nommé aux People’s Choice Award du meilleur acteur.

  - Meilleure actrice pour Keira Knightley
  - Meilleur scénario adapté pour Tom Stoppard
  - Meilleure musique de film pour Dario Marianelli
  - Meilleure photographie pour Seamus McGarvey
  - Meilleure direction artistique pour Niall Moroney, Nick Gottschalk, Sarah Greenwood, Thomas Brown, Tom Still
  - Meilleurs costumes pour Jacqueline Durran
- San Diego Film Critics Society Awards 2012 : meilleurs décors pour Sarah Greenwood
- Phoenix Film Critics Society Awards 2012 : meilleurs décors pour Sarah Greenwood
- Golden Globes 2013 : meilleure musique de film pour Dario Marianelli
- BAFTA Awards 2013 : meilleur film britannique
- Oscars 2013 :
  - Meilleurs décors pour Sarah Greenwood
  - Meilleure photographie pour Seamus McGarvey
  - Meilleure musique de film pour Dario Marianelli
- Prix du cinéma européen 2013 :
  - People’s Choice Award
  - Meilleur acteur pour Jude Law
  - Meilleure actrice pour Keira Knightley
  - Meilleur scénariste pour Tom Stoppard

## Autour du film
Les acteurs Robert Pattinson et James McAvoy ont failli faire partie du casting d’Anna Karénine, le premier pour le rôle du Comte Vronsky et le second pour le rôle de Lévine. Saoirse Ronan et Andrea Riseborough devaient jouer respectivement Kitty et la princesse Betsy mais elles ont été remplacées par Alicia Vikander et Ruth Wilson. Cara Delevingne, « mannequin de l'année » 2012 en Grande-Bretagne, fait une brève apparition dans le film, où elle joue la princesse Sorokina.